# Rhinecanthus abyssus
Rhinecanthus abyssus är en fiskart som beskrevs av Keiichi Matsuura och Shiobara 1989. Rhinecanthus abyssus ingår i släktet Rhinecanthus och familjen tryckarfiskar. Inga underarter finns listade i Catalogue of Life.